# Pustý rybník (Dymokury)
Pustý rybník se nachází na Štítarském potoce v katastru obce Dymokury v okrese Nymburk. Má protáhlý tvar a je orientován z jihovýchodu na severozápad. Šířka na hrázi je asi 158 m a délka 1,5 km. Navazuje na Jakubský rybník. Je napájen jednak přepadem a potokem z Jakubského rybníka, ale také potokem, který teče od Dymokur. Na pravém břehu je náhon, který se napojuje do jeho odtoku poblíž hráze. Jeden břeh je zalesněn a vedou zde modrá turistická značka a naučná stezka Pustý rybník u Dymokur, která začíná u hráze Jakubského rybníka a končí na hrázi Pustého rybníka. Na druhé straně louky. Pod hrází Jakubského rybníka stojí objekty bývalého Jakubského mlýna a vlaková zastávka Činěves na trati 062 Chlumec nad Cidlinou – Křinec. Hráz pak tvoří silnice číslo I/32 Poděbrady – Nymburk a domy Dymokur. Pustý rybník je součástí ptačí oblasti Rožďalovické rybníky.

## Galerie

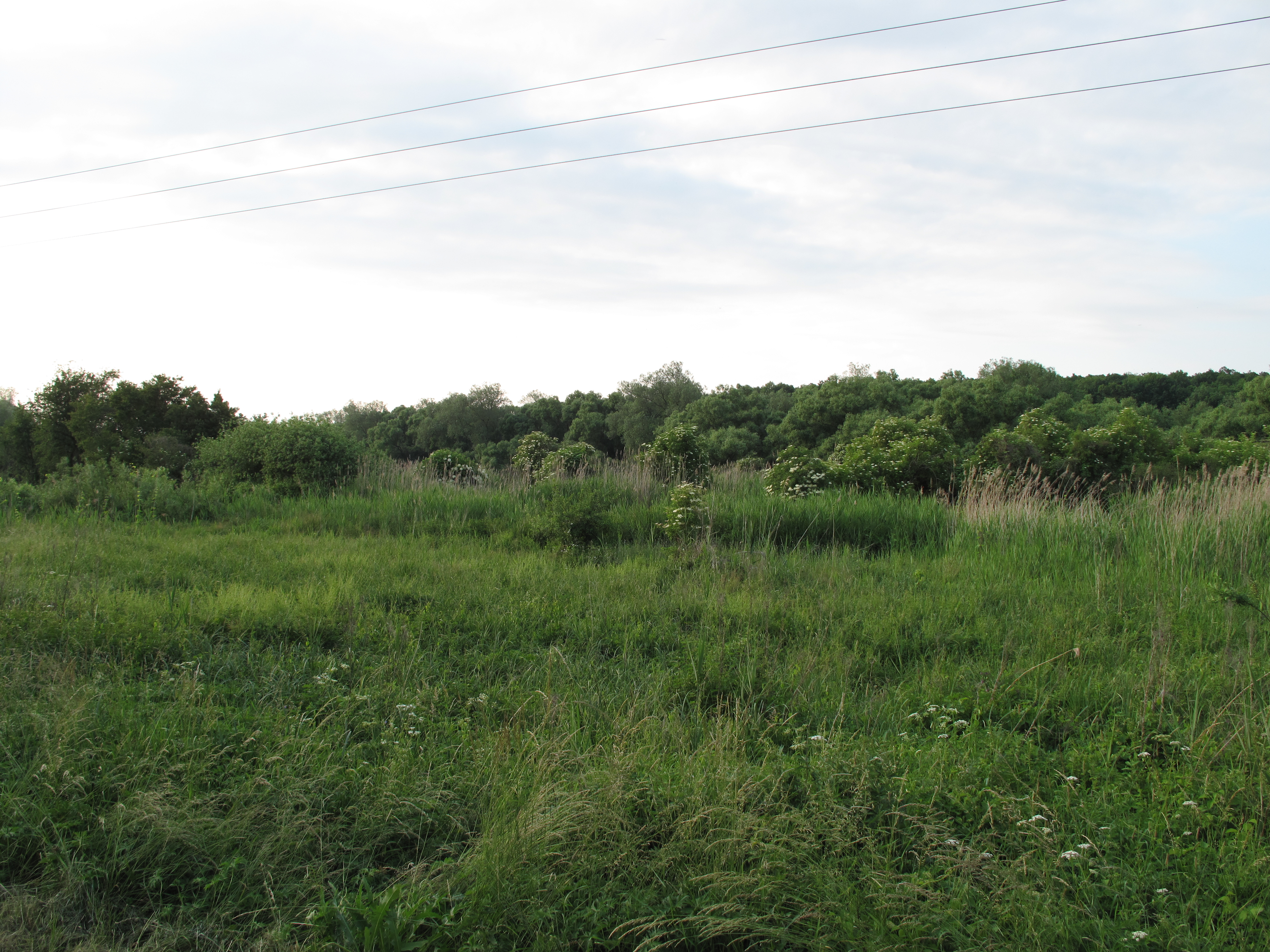
Keře na břehu
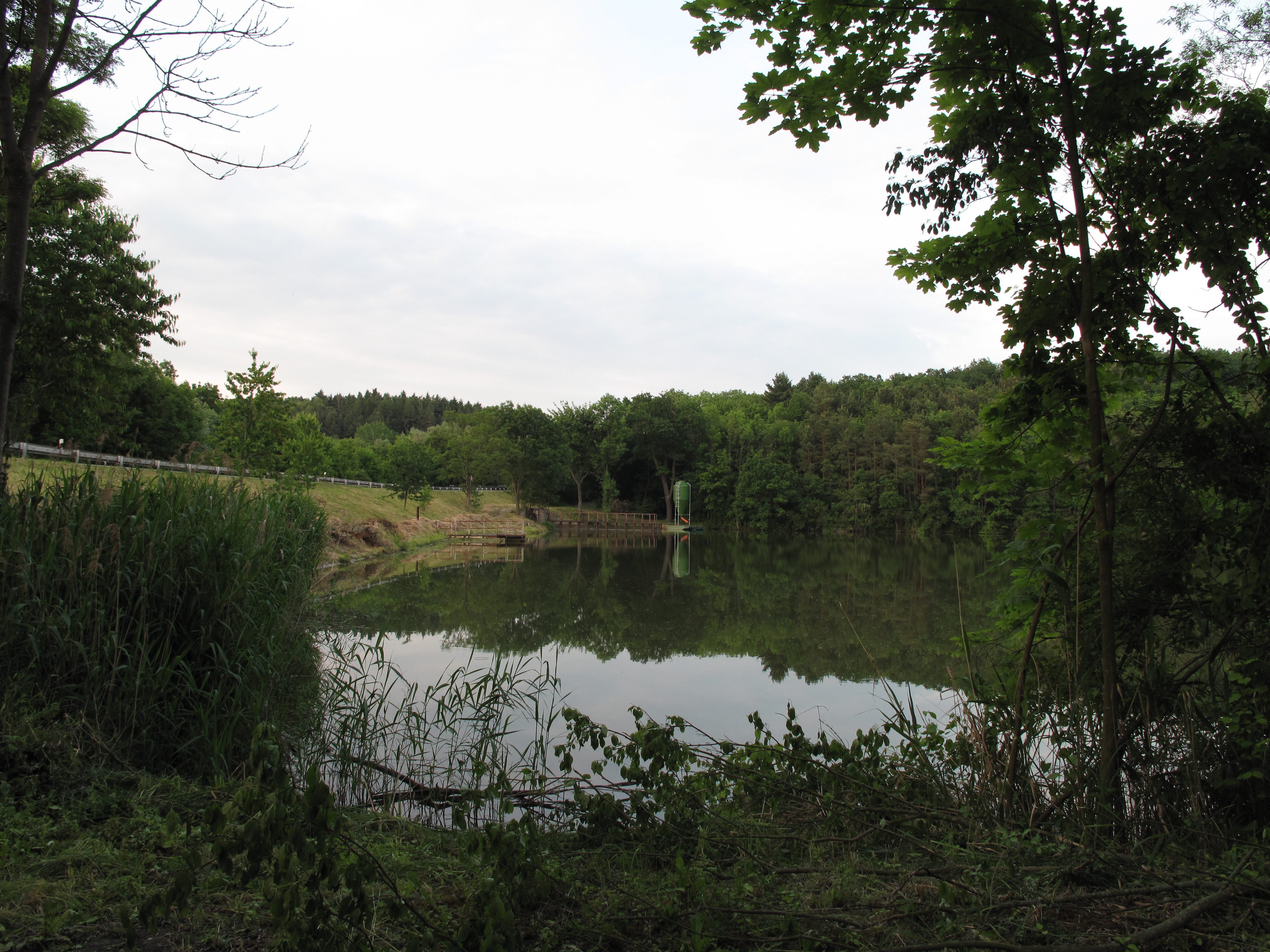
Hráz
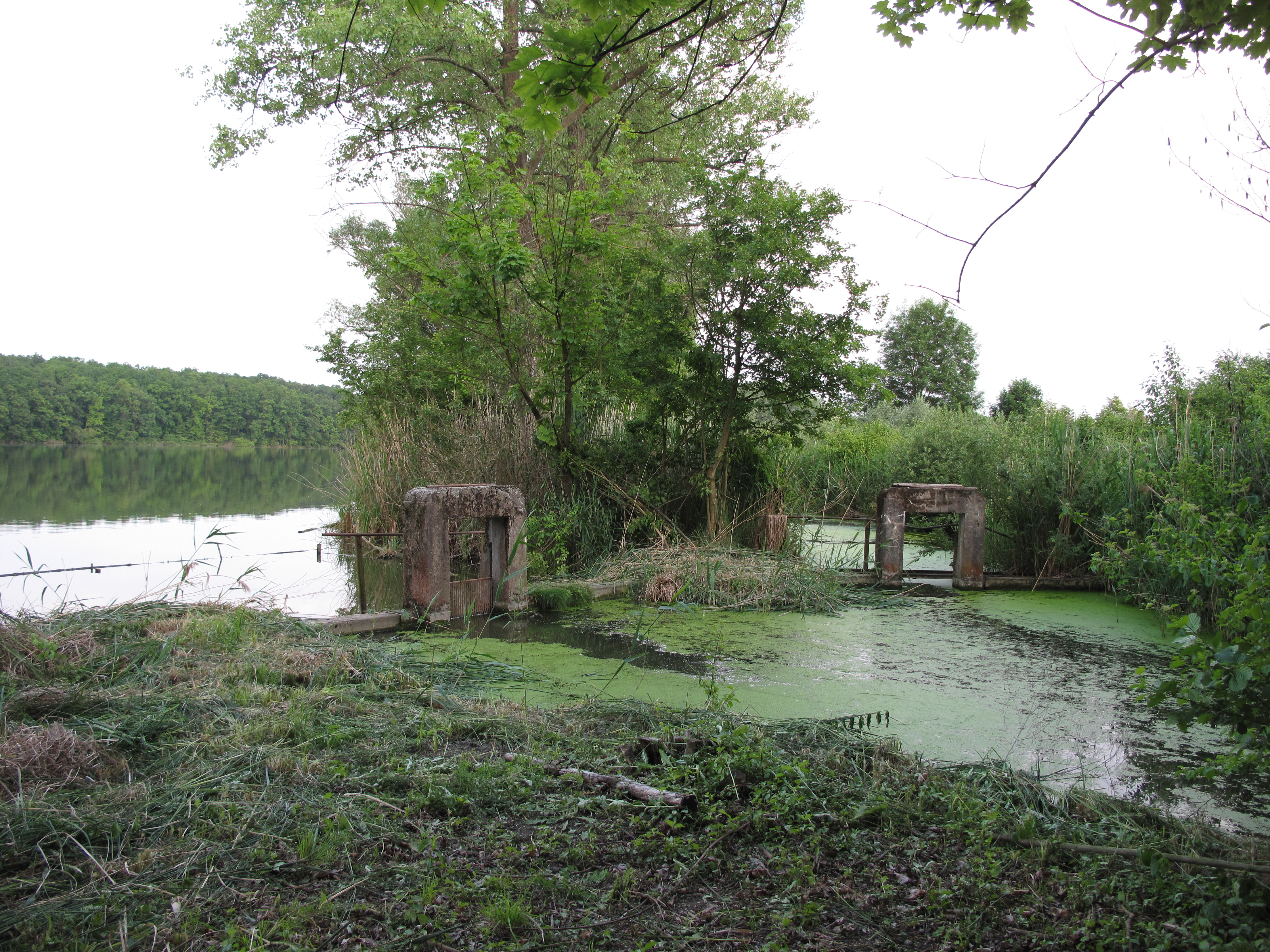
Stavidla (vlevo z rybníka, vpravo z náhonu)